# Literatura xinesa
La literatura xinesa té una història que remunta a milers d'anys i pren un lloc a part dins de la història universal, a causa del culte xinès abocat a l'escriptura i al caràcter únic dels ideogrames xinesos, que provenen dels ritus endevinatoris i es diferencien radicalment dels sistemes fonètics utilitzats en la majoria de les altres llengües.
Es pot considerar que aquesta literatura va aparèixer quan els caràcters xinesos van deixar la seva vocació original per constituir-se en caràcters utilitzables independentment, segurament abans del 2000 aC. Els primers escrits tenien tanmateix una rigidesa canònica i una vocació filosòfica que de vegades posa problema amb la noció occidental de "literatura". D'altra banda, durant segles, la literatura xinesa va ser no només una reflexió sobre la societat i la vida, sinó que també tenia un fort contingut polític; molts literats eren alts funcionaris o filòsofs que estudiaven i proposaven noves formes de govern.
Des dels arxius oficials dinàstics més antics que es conserven fins al segle xvii, es calcula que s'havien produït a la Xina més texts escrits que a tota la resta del món. La difusió de la tècnica de la impressió xilogràfica durant la dinastia Tang (618-907) i la invenció de la impremta de tipus mòbils per Bi Sheng (990-1051) durant la dinastia Song (960-1279) va permetre una propagació sense precedents del coneixement escrit per tot el país.
La literatura xinesa ha influït de forma extraordinària la literatura de països propers, especialment el Japó i Corea, i algunes obres han esdevingut molt populars arreu del món i es reediten constantment, com per exemple el Dao De Jing o L'Art de la guerra.
La literatura contemporània xinesa compta amb dos guanyadors del Premi Nobel de Literatura: Gao Xingjian (2000) i Mo Yan (2012).

## Període preclàssic
La literatura xinesa en els seus orígens estava influenciada per tradicions orals provinents de diversos orígens: pràctiques culturals i musicals laiques (Shijing), endevinacions (Yijing), astronomia i exorcisme. Liu Shipei va fer una recopilació els concurs màgics i encantaments de la literatura xinesa en el capítol "Da zhu" del llibre "Rites of Zhou".

## Textos clàssics xinesos
Hi ha una quantitat important de la primera literatura xinesa que data de les Cent escoles de pensament de l'època de la dinastia Zhou Oriental (770-256 aC). Els més destacats d'aquests inclouen clàssics del confucianisme, el taoisme, el moïsme, l'escola de les lleis i escrits de ciència militar i d'història de la Xina. La majoria de la literatura d'aquest període, excepte els llibres de poesies i les cançons, és didàctica o filosòfica; hi ha poques obres de ficció. De totes maneres, aquests textos són significatius degut a les seves idees i al seu estil de prosa.
Els treballs confucionistes tenen una importància clau en la història i la cultura xinesa. D'aquests en destaquen les obres conegudes com els Quatre Llibres i els Cinc Clàssics que durant el segle xii foren escollits com a base dels exàmens imperials per a qualsevol lloc governamental. Aquests nou llibres van esdevenir el centre del sistema educacional. Aquests han estat agrupats en dues categories: els Cinc Clàssics que foren editats i comentats per Confuci i els Quatre Llibres. Els Cinc Clàssics són: 
1. El Yijing o Clàssic de Canvis, un manual d'endevinació (Atribuït a l'emperador mític Fu Xi);
2. El Clàssic de Poesia, una col·lecció de poemes, cançons populars, cançons cerimonials i de festa, himnes i eulògies;
3. El Llibre dels Ritus;
4. El Shujing o Llibre dels Documents, una col·lecció de textos en prosa escrits suposadament per oficials i senyors del període Zhou i anterior;
5. El Chunqiu o els Annals de Primavera o Tardor, una crònica oficial que cobreix 241 anys entre el 722 i el 481 aC que tradicionalment es creu que foren compilats per Confuci.

Els Quatre Llibres són:
1. Analectes de Confuci, un llibre d'afirmacions atribuïdes a Confuci recopilades pels seus deixebles;
2. El Mencius, una col·lecció de diàlegs polítics;
3. El Zhongyong, o Doctrina del Significat, atribuït a Zisi, l'únic net de Confuci;
4. El Daxue o Gran Aprenentatge, un llibre sobre educació i el Tao.

Hi ha altres textos filosòfics importants com el Mozi, que parla sobre l'amor inclusiu que inclou principis ètics i socials i el Han Fei, un dels textos legalistes més importants.
Entre altres textos clàssis daoistes hi ha el Dao De Jing, el Zhuangzi i el Liezi. Autors posteriors van combinar el Daoisme amb el Confucionisme i el Legalisme, com el Liu An (Segle II aC); a més a més el Huainanzi (Els Filòsofs de Huai-nan) que també inclouen textos de geografia i topografia.
Entre els clàssics de ciència militar en destaquen l'Art de la Guerra de Sun Tzu (Segle VI aC) que inclou una de les primeres guies de diplomàcia internacional. També va ser el primer dels tractats xinesos militars com el Jingling Zongyao (Col·lecció de les tècniques militars més importants de l'any 1044) i el Huolongjing (Manual del Drac de Foc, del segle XIV).

## Textos històrics, diccionaris i enciclopèdies

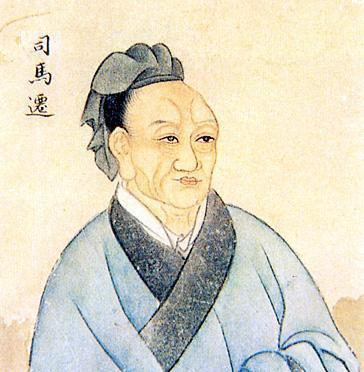
Sima Qian va establir la historiografia xinesa fa més de 2000 anys

Després de l'any 841 aC, durant els inicis de la Regència Gonghe de la Dinastia Zhou de l'Oest, es comencen a escriure textos històrics acurats sobre la cort. La narrativa històrica més antiga de la Xina coneguda és el Zuo Zhuan (Comentari de Zuo), compilada abans del 389 aC, atribuïda a l'historiador Zuo Qiuming. En el segle vi aC es va compilar el Llibre dels Documents, que incloïa la primera informació sobre geografia. A l'any 281 es van fundar els Annals de Bambú. Entre el segle iii i I aC es va compilar el llibre Zhan guo Ce, sobre estratègies polítiques.
El diccionari més antic, Erya, data del segle iii aC, era un anònim que posteriorment va incloure comentaris de l'historiador Guo Pu (276-324). El Fangyan de Yang Xiong (53 aC - 18) i el Shuowen Jiezi de Xu Shen (58-147) també són dos antics diccionaris xinesos. El Diccionari Kangxi és un dels diccionaris antics més llargs. Fou compilat el 1716 sota els auspicis de l'Emperador Kangxi i definia més de 47000 caràcters.
Tot i que hi ha altres textos independents i cortesans, l'obra definitiva sobre la història de la xina fou el Shiji (Registres del Gran Historiador), escrit per l'historiador cortesà Sima Qian de la dinastia Han (145 aC-90 aC). Aquest text lidera la fundació de la historiografia xinesa i dels múltiples textos històrics oficials que foren compilats a partir d'aquesta època per totes les dinasties. Sima Qian sovint és comparat amb el grec Heròdot tant pel seu abast com pel seu mètode perquè cobreix la història de la Xina des de la mítica dinastia Xia fins al regnat contemporani de l'emperador Wu de Han. Això solia ser difícil per als historiadors dinàstics oficials que utilitzaven les obres històriques per a justificar el regnat de la seva pròpia dinastia. Ell influencià les obres de molts historiadors xinesos com Ban Gu i Ban Zhao dels segles I i II i de la compilació del segle xi, Zizhi Tongjian de Sima Guang. L'obra Vint-i-quatre històries va tractar sobre les dinasties fins a la dinastia Ming (1368-1644).
Al llarg de la història de la Xina també es van escriure grans enciclopèdies. El 624 es va completar la Yiwen Leiju,, durant la dinastia Tang. Als segles x i xi, durant la dinastia Song es va compilar els Quatre Grans Llibres dels Song, iniciats per Li Fang i completats per Cefu Yuangui, que incloïen el Taiping Guangji (978), el Taiping Yulan (983), el Wenyuan Yinghua (986) i el Cefu Yuangui (1013). Aquestes enciclopèdies de la dinastia Song incloïen milions de caràcters xinesos. L'Enciclopèdia Yongle (1408), de la dinastia Ming contenia 50 milions de caràcters. Les enciclopèdies de la dinastia Qing, Gujin Tushu Jicheng (1726) incloïa 100 milions de caràcters xinesos escrits en més de 800.000 pàgines. Entre altres grans enciclopèdies, destaquen els Assajos Dream Pool de Shen Kuo (1031-1095), el Nongshu de Wang Zhen (1290-1333) i el Tiangong Kaiwu de Song Yingxin (1587-1666).
Durant el regnat de l'emperador Qianlong de la Dinastia Qing cal destacar l'obra del matemàtic,filòsof,filòleg i historiador Dai Zhen (1724 - 1777) que va dedicar una part de la seva activitat a la compilació oficial de textos d'orígens diversos "Siku quanshu" on va ser un dels principals directors a partir de 1773.

## Poesia clàssica

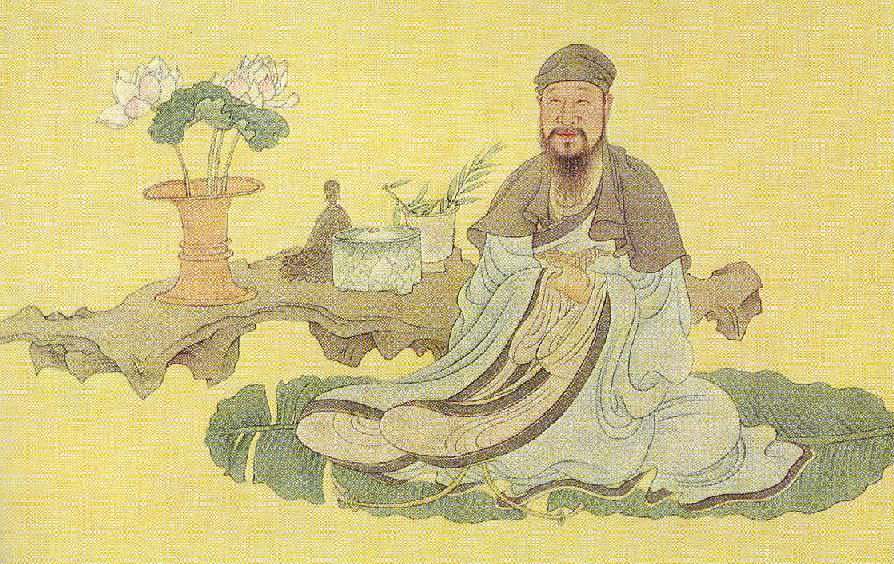
Bai Juyi (772-846), un famós poeta i home d'estat de l'època de la dinastia Tang

La rica tradició de la poesia xinesa va iniciar-se amb dues col·leccions influents. A la Xina septentrional el Shijing o Clàssic de Poesia (segle X-VII aC) compren més de 300 poemes d'una varietat d'estils que van des d'aquells que suggereixen la música tradicional fins als que suggereixen himnes cerimonials. La paraula shih té el significat bàsic de poema o poesia, a més de descriure un dels gèneres de la lírica xinesa. Tradicionalment es considera que Confuci fou l'editor del Shijing. Els seus versos normalment estan composts per cuplets amb línies de quatre caràcters cadascuna (o quatre síl·labes, ja que els caràcters xinesos són monosíl·labs) i una estructura formal de ritmes finals. Molts d'aquests poemes estableixen la posterior tradició de començar amb una descripció de la natura que es dirigeix en estaments expressius emocionals, coneguts com a bi, xing o algunes vegades, bixing.
A partir dels Han fins als Sui (-206 +589) la literatura està marcada per dos factors, per una banda l’aparició d’una poesia més individualista i per una altra per una visió més teòrica i crítica que fan els lletrats sobre la mateixa escriptura. Cal destacar l’obra de Sima Xiangru (-179 - 118), mestre del gènere “fu” (elegia), que va rebre el suport de l'emperador Wu i va ocupar un lloc a la cort imperial. precisament Un dels seus millors poemes fu descriu el parc imperial.
Al final de la dinastia Han apareix la poesia Jian'an, que inclou innovacions en el seu estil i temes. Els governants de la dinastia Wei (220-263), la família Cao, el pare Cao Cao (155-220) i el seu fill Cao Zhi (199-232) es van distingir com a poetes que van escriure sobre les lluites entre els militars i la gent comú. Cao Pi (188-226)va escriure “Dianlun lunwen” (Discurs sobre la literatura) que inica una important i llarga tradició de textos sobre el “wen” (paraula que té tres significats principals : “escrit” oposat a oral, “cultivat” oposat a rústec i “lletrat ó acadèmic” oposat a militar.
Més tard, en el període entre 222 i 589 , cal destacar les obres de Tao Qian (365-427) també conegut com Tao Yuanming que va iniciar el gènere sobre les zones rurals i la pagesia, Liu Yiqing (403-444) i Liu Xie (465-522) autor de “wenxin” diaolong” on descriu les diferents formes de l’art de l'escriptura i de les seves implicacions intel·lectuals, morals i politiques. D’aquesta època també cal destacar a Xi Kang (223-262) i a Lu Ji (261-303).
El poeta Ruan Ji (210-263) comença a utilitzar la filosofia taoista com a tema en la poesia. El poeta Xie Lingyun (385-433) va innovar introduint el gènere del paisatge en la poesia i utilitzant cuplets descriptius composts per línies de cinc caràcters. El 423 va escriure la seva obra mestre “Shanju fu”, un poema de 4000 caràcters, on fa una descripció de totes les vessants de la natura.
Durant la dinastia Liang (502-557) meridional la família Xiao va iniciar una poesia que descrivia desitjos sensuals i descrivia objectes., el seu pare i el seu germ`
Durant la dinastia Tang (618-907), quan es va reunificar la Xina, es va propiciar l'alta cultura, entre la qual s'incloïa la poesia. Es important destacar que durant aquesta dinastia, la capacitat d’escriure poemes, com a mínim acceptables, era un requisit en els exàmens de l’administració pública, i com a conseqüència s'han conservat més de 48000 poemes d’uns 2000 autors.
Van florir diverses escoles de budisme representades en el budisme Chan que seguia els pensaments de Wang Wei (701-761) pintor i poeta del que Shu Shi (1013-1101) va dir :” cada una de les seves pintures es un poema i cada un dels seus poemes es una pintura” .Els seus poemes jueju que descriuen escenes naturals són els exemples més famosos d'excel·lència i contenen dos pensaments o imatges diferents per línia. El poeta més destacat de l'època Tang és Li Bai (701-762); aquest va treballar en tots els estils més importants, tant els dels antics versos lliures (gutishi) com dels nous versos regulats (jintishi). El poeta Du Fu (712-770) va excel·lir en els versos regulats i l'ús de les línies de set caràcters en les que s'escriuen poemes densos. Durant la dinastia Tang, a més, hi destaquen els poetes Chen Zi'an (661-702), Wang Zhihuan (688-742), Meng Haoran (689-740), Zhang Ji (712-779), Bai Juyi (772-846), Li He (790-816), Du Mu (803-852), Wen Tingyun (812-870) i Li Shangyin (813-858) que també utilitzaren les línies de set caràcters i Wang Bo (649-676), Wang Changling (698-756) Yuan Zhen (779-831) i Han Yu (768-824). A més a més també es va començar a desenvolupar la poesia ci.
Durant la dinastia Song (960-1279), la Xina es va tornar a reunificar després d'un breu període de divisió i es va tornar a promoure l'alta cultura. Molts dels grans poetes d'aquesta època foren oficials governamentals, per exemple, Ouyang Xiu (1009-1072), Wang Anshi (1021-1086) i Su Shi (1037-1101) que formava part d’un grup d’erudits dedicats a la pintura la poesia i la cal·ligrafia, les tres arts dels lletrats, amb el seu pare i el seu germà i especialment la poetessa Li Qingzhao (1084 - 1151) que junt amb el seu marit era una gran col·leccionista de llibres antics. També cal destacar a Lu You (1125 - 1210) que se´l considera com un dels majors poetes patriòtics de l'antiga Xina, amb moltes referències als esdeveniments polítics i militars de la seva joventut.Lu, principalment, un poeta, va guanyar renom per la seva expressió directa i senzilla i per la seva atenció als detalls realistes, trets que el diferencien de l'estil elevat característic de l'escola de poesia de Jiangxi.Va escriure diversos poemes en la forma gushi 古诗 (poesia antiga) i va sobresortir en la forma lüshi 禄诗 (poesia regulada), amb els patrons típics dels grans poetes de la dinastia Tang. També va escriure un llibre sobre viatjes, "Ru Shu ji" (Viatge a Shu)..
En aquest període va florir la poesia ci ó guzici, forma poética cantada acompanyada d'un timbal, on van destacar Ouyang Xiu i Zhao Lingzhi (1051-1134).Uns pocs centenars de cançons es van convertir en plantilles estàndards. L'estil lliure i expressiu de la poesia Song contrastava amb la poesia Tang, molt més majestuosa, cosa que provocà que es considerés a la més antiga com superior a la nova.
Durant la dinastia Yuan (1279-1368) la poesia va incloure influències musicals addicionals representades en la poesia Qu.
En les dinasties Ming (1368-1644) i Qing (1644-1911) la poesia clàssica xinesa es va utilitzar en l'educació convencional. S'han conservat més d'un milió de poemes, entre els que n'hi ha també escrits per dones com Dong Xiaowan i Liu Rushi. També hi destacaren pintors-poetes com Shen Zhou (1427-1509), Tang Yin (1470-1524), Wen Zhengming (1470-1559) i Yun Shouping (1633-1690) que van crear poemes en els que s'hi combinaven els arts de la pintura, la poesia i la cal·ligrafia. Tot i que el darrer període imperial no va aportar enfocaments innovadors en la poesia, encara es creu que es poden trobar nous tresors literaris desapareguts.
Durant el període de transició entre la Dinastia Ming i la Dinastia Qing va destacar un grup de poetes que pel seu origen geogràfic es van denominar els "Tres grans a l'est del Riu Blau" format per Qian Qianyi (1582-1664), Wu Weiye (1601-1671) i Gong Dingzi (1616-1673). També cal tenir en compte a Nalan Xingde (纳兰性德;) (1655-1685). La primera col·lecció de poemes "Zemao ji "la va publicar l'any 1678 " i a continuació els poemes cantats (ci) "Yinshui ci" que van ser molt populars i cantats a arreu. En aquest genere és on va destacar més i va contribuir al prestigi de la nova dinastia en l'àmbit de la poesia en llengua xinesa.
Més tard durant el regnat de l'emperador Qianlong, un altre grup de poetes format per Yuan Mei (1716-1797), Jiang Shiquan (1725-1784) i Zhao Yi (1727-1814) se'ls va conèixer com els "Tres grans de l'oest del riu Blau".

## Prosa clàssica

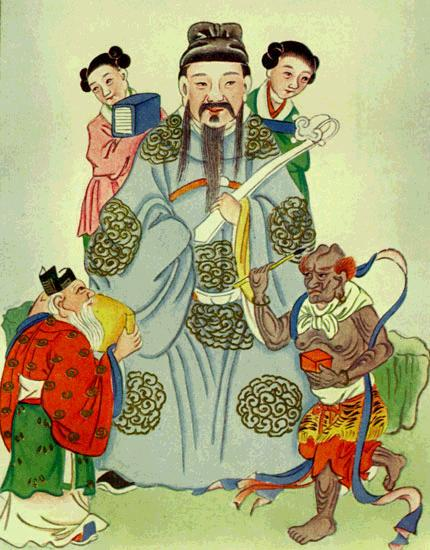
Wen Chang, una deïtat xinesa de la literatura

La prosa més antiga xinesa estava fortament influenciades pels escrits filosòfics de les Cent escoles de pensament (770-221 aC). Les obres de Mo Zi, Menci i Zhuangzi contenen discursos que revelen l'estil i organització dels seus predecessors. La prosa polèmica de Mozi estava construïda en raonaments efectius i sòlids. Mencius va contribuir amb una dicció elegant i Zhuang Zi va introduir anècdotes i al·legories. En el segle iii aC, aquests escriptors havien desenvolupat un estil de prosa senzill, concís i econòmica que va servir com a model literari durant més de 2000 anys. Aquests van escriure en xinès clàssic, la llengua que es parlava durant el període de les Primaveres i Tardors (722 -481 aC).
A l’època dels Han posteriors o orientals (25 - 220) es va iniciar una eclosió de noves formes literàries, combinant la tradició clàssica, els textes filosòfics i les cròniques històriques i posteriorment (222-589) cal destacar l’antologia literària (Wenxua) de Xiao Tong (501-531).
Durant el període Tang es va desenvolupar un estil de prosa artificial més ornamentat que va reemplaçar la prosa simple i directe de l'època de les Cent Escoles i el dinastia Han. En aquest període destaquen les obres històriques de Sima Tan i Sima Qian. Aquest estil neoclàssic va dominar la prosa escrita en els posteriors 800 anys. En són exemples les obres de Han Yu (768-824), un mestre assagista que propugnava al retorn de l'ortodòxia confucionista.. Aquest va estar llistat com un dels "Vuit mestres de la prosa dels Tang i els Song".
Durant la dinastia Song la literatura de viatges es va popularitzar. Aquesta combinava formats de narrativa i de diari i fou escrit per viatgers com Fan Chengda (1126-1193) i Xu Xiake (1587-1641). Cal destacar l’obra de Ouyang Xiu (1007-1072) un home d’Estat però també un gran prosiste i poeta,que va escriure entre altres “Zui wong ting” que s'ha traduit com “pavelló del vell borratxo”.
Durant la dinastia Ming (1368 - 1644):
Les quatre novel·les més importants del període Ming, escrites per autors desconeguts o poc identificats, son: Romanç dels Tres Regnes ((xinès tradicional: 三國演義; xinès simplificat: 三国演义; pinyin: sānguó yǎnyì), atribuit a Luo Guanzhong, novel·a històrica, Marge d’Aigua (xinès tradicional: 水滸傳, xinès simplificat: 水浒传, pinyin: Shuǐhǔ Zhuàn)— també conegut com a Bandits de la Marjal, Tots els Homes són Germans, Els Homes de les Marjals, o Les Marjals del Mont Liang novel·la de Viatge a l’Oest (en xinès tradicional: 西遊記, en xinès simplificat: 西游记, en pinyin: Xīyóu jì) novel·la fantàstica, associada a l'erudit Wu Cheng’en i Jin Ping Mei (xinès tradicional : 金瓶梅 ; pinyin: Jīn Píng Méi) traduida de formes molt diverses (Lotus, d’or, Flor en ampolleta d’or ó Flors d’un presseguer en un gerro daurat), novel·la costumista, atribuida a Xu Wei.
Després del segle xiv es va popularitzar la ficció vernacular. Aquesta cobria una àmplia gamma de temes i era més llarga i estructurada que la ficció literària. La novel·la del segle xviii, Somni de la càmera vermella (紅樓夢) en representa una de les seves obres mestres.
Durant el període final de la dinastia (1506-1644) es va produir un augment important de l’alfabetització de la població. Les llibreries van tenir grans beneficis gràcies a la venda dels models d’exàmens que compraven els opositors, també enciclopèdies, novel·les i guies que explicaven els clàssics. Al no poder progressar en el sistema d’exàmens, alguns lletrats que van iniciar una carrera literària on cal destacar a Feng Menglong (1574-1646) i Ling Mengqi (1580-1664), escriptors de relats curts, però també dramaturgs i erudits.

### Baguwen
El Baguwen (八 股文) és un gènere literari es una composició anomenada de les “vuit potes” que va aparèixer el segle XVè i va durar fins al 1901.
El "banguwen" que deuria escriure qualsevol candidat als exàmens, consistia en una dissertació sobre una cita dels clàssics confucians. en un nombre limitat de personatges i mitjançant vuit parts principals ben diferenciades.El candidat havia de presentar el tema, analitzar-lo en dos temes antitètics, si era possible, desenvolupar-lo i concloure. Idealment, les quatre parts centrals estaven compostes cadascuna de dos paràgrafs, o "potes", els personatges dels quals responen com en un mirall i el desenvolupador dels quals recull alternativament els dos temes. En les seves 2x4 = 8 potes, la composició estava inspirada en l’antiga prosa paral·lela. Aquest gènere tan particular va tenir un especial èxit durant els Ming, amb autors que van saber preservar la seva originalitat i mostrar la subtilesa o fins i tot la seva profunditat.

### Drama i ficció clàssica
La ficció xinesa té les seves arrels en les històries oficials i amb menys obres menys formals com Anècdotes contemporànies i propostes noves (o Shushuo xinyu - 世說新語) de l'any 430, Soushen Ji (A la recerca del sobrenatural i anècdotes sobre els esperits i immortals), Wenyuan Yinghua (Les flors més fines del jardí de la literatura - antologia del segle X), Reportatge sobre el viatge a Occident a l'època dels Grans Tang (626-645), Mostres miscel·lànies des de Youyang (segle ix) i el Taiping Guangji (Recors de la era Taiping - 978). També cal destacar obres menys formals com el Bianwen (històries budistes d'entre el 618 i el 960), els pinghua (obres breus populars) i els huaben (novel·les curtes o mitjanes escrites en xinès vernacular escrites a partir del segle xii); aquestes van formar la base de la novel·la escrita a partir de la dinastia Song. Els lectors xinesos estaven més interessats en la història i literatura xinesa que escrivien textos de no ficció. Aquests apreciaven temes com l'optimisme, la moralitat humanista i el benestar de la societat.
Amb el desenvolupament de l'economia monetària i la urbanització a principis de la dinastia Song els literats es van professionalitzar. A la Xina, com a Europa, la novel·la va esdevenir cada vegada més important. La ficció xinesa de finals de la dinastia Ming i d'inicis de la dinastia Qing era variada, autoconscient i experimental. A la Xina, per això, no va existir la revolució ni el romanticisme. Les novel·les d'aquesta època representen el punt culminat de la ficció clàssica xinesa. En aquest període cal destacar l'obre de Tang Xianzu, (湯顯祖) (1550-1616) un funcionari de la dinastia Ming, que va destacar com escriptor i dramaturg, contemporani de Shakespeare i Cervantes. Entre les diverses obres de Tang, destaca Mudan Ting (El Pavelló de les Peònies), considerada la seva obra mestre, escrita el 1598, on descriu en 55 escenes les passions de la jove Du Liniang, filla del governador de Nanan, Du Bao, i la seva relació amb el magistrat Liu Mengmei. Aquest drama d'estil "shakespearià", actualment encara es representa, en el format de "kunqu" (opera o teatre musical) que inclou llenguatge poètic, música, dansa i gestualitat. En la seva època va tenir molt èxit entre les classes elitistes, especialment entre les dones.

### Els quatre contes
Hi ha quatre contes tradicionals xinesos que formen el cànon clàssic:
- Llegenda de la serp blanca
- Meng Jiangnü
- Els amants papallona
- El vaquer i la teixidora

## Literatura moderna xinesa

### Finals de la dinastia Qing (1895 - 1911)
Existeix una tendència majoritària entre els acadèmics en dir que la literatura xinesa contemporània no sorgeix de cop amb el moviment per la nova cultura (1917-1923). Normalment se solen traçar els seus orígens durant les darreries de la dinastia Qing, entre 1895 i 1911, aproximadament. Aquest últim període dinàstic és sens dubte un moment de gran activitat cultural motivat per la sensació de crisi nacional. Els intel·lectuals van començar a cercar solucions als problemes de la Xina fora de la seva pròpia tradició. En aquest sentit es comencen a traduir obres de literatura occidentals. Aquest fet comportà un entusiasme dels lectors per les noves idees que en aquelles pàgines eren exposades, obrint noves portes a cultures exòtiques fins aleshores pràcticament desconegudes. Les obres de traducció més rellevants foren les de Yan Fu (嚴復) (1864–1921) i Lin Shu (林紓) (1852–1924). En aquest clima, es produí un boom en el gènere de ficció, especialment arrel de la supressió del sistema d'exàmens imperials el 1905. És aleshores que els lletrats intenten trobar nous rols socials i culturals per a ells mateixos. Estilísticament, aquest gènere de ficció ens mostra signes que recorden indubtablement la tradició novel·lística xinesa, però també beuen dels models narratius occidentals. Pel que fa la temàtica, la preocupació per tot allò contemporani serà molt cridaner per aquests autors: des de problemes socials, grans commocions històriques, canvis del sistema de valors, etc. En aquest sentit, la ficció que es produeix els darrers anys del govern Qing és literatura moderna. Alguns dels novel·listes més destacats d'aquest moment són Wu Woyao (吳沃堯) (1866–1910), Li Boyuan (李伯元) (1867–1906), Liu E (劉鶚) (1857–1909) i Zeng Pu (曾樸) (1872–1935). També cal destacar les primeres obres amb contingut de caràcter feminista com el cas de la periodista i escriptora Chen Xiefen, que va crear el diari Nübao (Diari per dones).
Aquest últim període de la dinastia Qing també fou testimoni d'una revolució en la poesia (en xinès tradicional: 詩界革命; en xinès simplificat: 诗界革命; en pinyin: Shī jiè Gémìng; literalment, revolució en la poesia). Aquesta promovia l'experimentació amb noves formes, així com la incorporació de nous registres de llengua. No obstant això, l'escena de la poesia encara estava dominada pels adeptes a l'Escola de Tongguang (anomenada així després dels regnats de Tongzhi i Guangxu, de la dinastia Qing). Algunes de les figures capdavanteres d'aquest moviment són: Chen Yan (陳衍), Chen Sanli (陳三立), Zheng Xiaoxu (鄭孝胥) i Shen Zengzhi (沈曾植). Tots ells centraren els seus esforços en impulsar un estil Song a la manera de Huang Tingjian. Aquests poetes es convertirien en objectes de menyspreu a mans dels nous culturalistes com Hu Shi, que veien la seva obra com a excessivament al·lusiva, artificial i completament dissociada de la realitat contemporània.
Pel que fa al teatre, durant aquesta etapa apareix el nou drama civilitzat (en xinès tradicional: 文明戲; en xinès simplificat: 文明戏; en pinyin: Wénmíng xì), un híbrid entre el teatre operístic xinès amb drama parlat a l'estil occidental. L'òpera de Pequín i la denominada òpera de Pequín reformada també eren força populars en l'època.

### L'era republicana (1919 - 1949)
L'escena literària dels primers anys abans de l'enfonsament del Qing el 1911 estava dominada per històries d'amor de tipus popular, algunes escrites en llengua clàssica i d'altres ja en llengua vernacular. Aquesta ficció esdevé una forma d'entreteniment que posteriorment fou anomenada Escola dels ànecs mandarins i de les papallones pels nous culturalistes, etiqueta pejorativa que mostrava el seu menyspreu cap una forma literària que, segons ells, acusava una gran carència: la falta de compromís social. Val a dir que durant bona part de l'època republicana, la ficció de papallona arriba a molts més lectors que no pas el seu homòleg considerat de tipus més progressista.
En el transcurs del nou moviment per la cultura (1917-1923), la llengua vernacular va desplaçar àmpliament el xinès clàssic en tots els àmbits de la literatura i l'escriptura. Els reformadors literaris Hu Shi (1891–1962) i Chen Duxiu (1880–1942) van declarar la llengua clàssica com a morta i promovent al seu lloc la variant vernacular. Hu Shi va dir una vegada: "Una llengua morta mai no pot produir una literatura viva". Pel que fa a la pràctica literària, se sol dir que Lu Xun (1881–1936) va ser la primera figura que hi dedicà esforços importants a aquesta nova prosa vernacular que havien impulsat Hu Shi i Chen Duxiu. Una altra escriptora que, segons paraules de l'erudita Nicole Huang, va “experimentar de manera persistent amb el nou llenguatge literari és Eileen Chang.
Tot i que sovint van es sol considerar que gaudiren de menys èxit que els seus homòlegs en l'escriptura de ficció, els poetes també van experimentar amb la llengua vernacle en formes poètiques noves, com el vers lliure i el sonet. Atès que no existia tradició d'escriure poesia en llengua vernacular, aquests experiments eren més radicals que els de l'escriptura de ficció i també foren més difícils d'ésser acceptats pel públic lector. La poesia moderna va florir sobretot a la dècada de 1930, de la mà de poetes com Zhu Xiang (朱湘), Dai Wangshu, Li Jinfa (李金發), Wen Yiduo i Ge Xiao (葛蕭). Altres poetes, fins i tot entre els radicals del quart de maig (per exemple, Yu Dafu), van continuar escrivint poesia en estils clàssics.
El radicalisme del moviment del quatre de maig, combinat amb els canvis en el sistema educatiu, feu possible l'aparició d'un gran grup de dones escriptores. Mentre durant la darrera època imperial i al final de la dinastia Qing les dones escriptores foren poques, ara es produeix un canvi. Aquestes escriptores generalment abordaven temes domèstics, com ara les relacions entre sexes, la família, l'amistat i la guerra. Podem destacar, per exemple, la figura d'Eileen Chang. Ella experimentà molt amb la seva escriptura; utilitza, per exemple, les especificitats espacials d'un apartament del moment com a elements fonamentals per a la construcció d'una visió de la vida en temps de guerra. Aquestes escriptores foren revolucionaries en la seva manera d'oferir al lector una mirada cap a la subjectivitat femenina. Un bon exemple en seria El diari de la senyoreta Shafei (莎菲女士的日记, 1927) de Ding Ling exposa els pensaments i sentiments de la seva protagonista en tota la seva complexitat, o Lu Yin (1894 - 1934) una de les primeres escriptores en tractar el tema de l'homosexualitat. També cal destacar l'obra de Su Xuelin considerada com la fundadora dels estudis moderns sobre literatura xinesa o de l'escriptora i investigadora Feng Yuanjun (1900 - 1974) amb obres sobre teatre i literatura que s'utilitzen com a llibres de text.
Durant les dècades de 1920 i 1930 assistim a l'emergència del teatre parlat. Entre els autors d'aquest període destaquem Ouyang Yuqian, Hong Shen, Tian Han, i Cao Yu. Val a dir, però, que l'òpera de Pequín sempre gaudí d'una major acollida que no pas aquestes peces teatrals percebudes com d'estil occidental. En l'àmbit de l'òpera de Pequín destaquem la figura de Mei Lanfang, que fou capaç de portar el gènere fins a nous cims artístiques.
Cap a finals de les dècades de 1920 i 1930 proliferen revistes i societats literàries que exploraven diverses teories artístiques. Entre els principals escriptors del període hi havia Guo Moruo (1892–1978), un poeta, historiador, assagista i crític; Mao Dun (1896–1981), el primer dels novel·listes que va sortir de la Lliga d'Escriptors d'Esquerres i el treball del qual reflectia la lluita revolucionària i el desencís de finals dels anys vint; Lao She, satirista i novel·lista (1899-1966); i Ba Jin (1904–2005), novel·lista l'obra de la qual va estar influenciada per Ivan Turgenev i altres escriptors russos. En els anys trenta, Ba Jin publicà una trilogia que representava la lluita de la joventut moderna contra la dominació antiga del sistema familiar confucià. La comparació es fa sovint entre Jia (Família), una de les novel·les de la trilogia, i el somni del pavelló vermell. Molts d'aquests escriptors van esdevenir importants com a administradors de la política artística i literària a partir del 1949. La majoria d'aquells autors que encara eren vius durant la Revolució Cultural (1966–76) i bé patiren purgues o foren sotmesos a tot tipus d'humiliacions públiques.
La Lliga Xinesa d'Escriptors d'Esquerra fou fundada el 1930, incloent la figura de Lu Xun entre els caps visibles del moviment. Cap al 1932 veiem com la lliga havia adoptat la doctrina soviètica del realisme socialista; és a dir, pensaven que l'art s'ha de concecretar en esdeveniments contemporanis d'una manera realista. A més, l'objetiu de l'art és denunciar i exposar els mals de la societat no socialista, tot promovent un futur gloriós amb el comunisme.
Altres corrents literaris estaven completament en desacord amb la promoció d'aquest tipus de literatura d'alt contingut polític que es feia des de la lliga. Ens trobem un grup denominat els "nou sensorialisme" (新感覺派; Xīn gǎnjué pài) amb seu a Xangai. Aquest grup estava influenciat, en diversos graus, per corrents modernes occidentals i japoneses. El seu principal focus de preocupació és l'inconscient i l'estètica, deixant de costat temes com ara la política o els problemes socials. Els escriptors més destacats del grup foren Mu Shiying, Liu Na'ou (劉吶鷗) i Shi Zhecun.
Altres escriptors, entre els quals Shen Congwen i Fei Ming (廢名), van apostar pel paper utilitari de la literatura. Aquests es caracteritzen per escriure representacions líriques, gairebé nostàlgiques del camp i l'àmbit rural. Lin Yutang, que havia estudiat a Harvard i Leipzig, va introduir el concepte de youmo (humor). Lin utilitzava l'humor com a vehicle per criticar la tristesa de la situació política i cultural en que es trobava immersa Xina abans de marxar als Estats Units.
El Partit Comunista Xinès després de la Llarga Marxa havia establert la seva base a Yan'an. Els ideals literaris de la Lliga es van simplificant i s'aplicaren als escriptors i a la resta de “treballadors culturals”. El 1942, Mao Zedong va impartir una sèrie de conferències anomenades Converses al Fòrum de Yan'an sobre Art i Literatura, que mostraven clarament com la literatura havia de ser un instrument al servei de la política a través del Moviment de Rectificació de Yan'an. Aquest document es convertí en la directriu nacional pel que fa la cultura a partir de 1949 amb la República Popular Xina.

### Era Maoista (1949-1976)
Després de la seva arribada al poder el 1949, els comunistes van nacionalitzar gradualment la indústria editorial. Van centralitzar el sistema de distribució de llibres i els escriptors passen a estar sota control institucional a través de la Unió d'Escriptors. Paral·lelament, també s'implementà un sistema de censura estricta, amb el text de "converses Yan'an" de Mao com a força directora. Les campanyes literàries que es feien periòdicament anaven orientades especialment cap a figures que havien estat rellevants durant el període de la nova cultura, com per exemple Hu Shi o també Hu Feng, un protegit de Lu Xun qui, amb la seva dona Mei Zhi, no respectaven el tipus de literatura que es promovia des del partit comunista. En aquest moment el realisme socialista es converteix en un estil uniforme. En aquesta mateixa línia, es traduïren moltes obres d'autors soviètics. Amb anterioritat, la funció clau dels escriptors havia estat la de denunciar els mals de la societat contemporània a través de la sàtira en les seves obres. Aquest fet havia estat molt lloat pel partit comunista però, un cop s'adhereixen al poder, aquesta crítica deixa de ser ben rebuda. Alguns dels líders culturals del partit com ara Zhou Yang feren servir la crida de Mao per tenir una literatura que servís al poble per, en realitat, atacar l'idealisme petit burgès i humanitarisme. Aquest conflicte es vinculà amb l'anomenada campanya de les cent flors (1956-1957) on, inicialment, Mao Zedong feu una crida a tots els escriptors per alçar les seves veus i denunciar els problemes de la nova societat. Malgrat les reticències inicials, començaren a ésser publicats una gran quantitat d'articles en revistes, pel·lícules i fins i tot algunes obres literàries que buscaven posar de relleu problemes com burocratisme i l'autoritarisme dins les files del partit. Molt sorpès pel nivell de descontentament mostrat per part dels intel·lectuals, Mao Zedong inicià el moviment anti-dretà, enviant un gran nombre d'intel·lectuals als anomenats camps de treball en zones rurals o bé sotmesos a la reforma de pensament. Aquesta campanya fou continuada pel Gran Salt Endavant (1957-1959). En aquest període, el govern augmentè la seva insistència en la vinculació de les manifestacions literàries al realisme socialista, combinant-lo amb el realisme revolucionari i el romanticisme revolucionari, amb l'escriptor Wei Wei (1920 - 2008) com un dels seus principals representants.
Malgrat els esforços per controlar la producció literària i limitar el ventall temàtic a la Xina contemporània i la glorificació de la revolució, ens trobem escriptors molt actius que produïren novel·les compromeses socialment i que gaudiren d'un gran èxit popular. Alguns exemples d'aquest moment són The Builder (創業史, Chuàngyè shǐ) de Liu Qing 柳青, Cançó de Joventut (青春之歌; Qīngchūn zhī gē) de Yang Mo, Petjades al bosc nevat (林海雪原; Línhǎi xuěyuán) de Qu Bo, Keep the Red Flag Flying (紅旗譜; Hóngqí pǔ) de Liang Bin 梁斌, El sol roig (紅日; Hóng rì) de Wu Qiang i Penya-segat vermell (紅岩; Hóngyán) de Luo Guangbin i Yang Yiyan.
Durant la Revolució Cultural (1966–1976), la dona de Mao, Jiang Qing, dirigí una nova campanya, aquest cop enfocada en acabar contra la cultura "feudal" i "burgesa". Les úniques produccions escèniques que es van permetre foren les seves "Vuit Òperes Model", que combinaven formes tradicionals amb d'altres d'occidentals. Alhora, es donava una gran projecció a pel·lícules i novel·les sobre herois polítics seguidors sempre de l'ortodòxia del partit, com les de Hao Ran (浩然). Aquest període ha estat tradicionalment considerat com un terreny cultural erm, però, recentment, algunes veus des de l'acadèmia apunten com algunes figures capdavanteres poden oferir claus interpretatives d'interès.

### Obertura i reformes (1978-1989)
L'arrest de Jiang Qing i els altres membres de la banda dels quatre el 1976, i, especialment, les reformes iniciades durant el tercer plenari del onzè Congrés del Comitè Central del Partit Comunista al desembre de 1978, portà als intel·lectuals a escriure de nou. Bona part de la literatura escrita en aquesta Nova Era (新時期) ens parla dels greus abusos de poder que havien tingut lloc tant a nivell nacional com local durant la Revolució Cultural. Els escriptors van describiren aquella dècada com una pèrdua de temps i de talent que provocà una privació i endarreriment cultural per a la Xina. Aquesta literatura, sovint anomenada literatura de les cicatrius, que va tenir com a pioners a Li Xinhua i Liu Xinwu i autors destacats com Zhang Xiangliang, Zhang Jie, Zhang Kangkang, Zhou Keqin, Gu Hua, Feng Jicai, o Zong Pu, ens apropa a les experiències de joves que van ésser enviats a zones rurals entre 1967 i 1970 (en xinès tradicional: 知識青年; en pinyin: Zhīshì qīngnián; literalment vol dir coneixement de joventut). Es tracta d'obres d'una gran franquesa que exposen opinions inquietants sobre el partit i el sistema polític. Intensament patriòtics, aquests autors van escriure cínicament sobre el lideratge polític que propiscià el posterior caos i desordre extrems de la Revolució Cultural. Molts d'aquests temes i actituds els retrobem també en les pel·lícules de l'anomenada cinquena generació de directors. Formats després de 1978, molts es basaven les seves pel·lícules en novel·les i històries breus. Algunes d'aquestes obres part de ficció i de cinema va estendre la culpabilitat a tota la generació de líders i al propi sistema polític. Les autoritats polítiques van haver d'afrontar un greu problema: com podrien animar els escriptors a criticar i desacreditar els abusos de la Revolució Cultural sense deixar que aquesta crítica anés més enllà del que consideraven límits tolerables? 
Durant aquest període, el nombre de revistes literàries augmentà notablement, moltes d'aquestes foren recuperades de temps previs a la Revolució Cultural. Pel que fa la poesia, també experimentà canvis en la seva forma i contingut. Destaquem els anomenats quatre poetes boirosos (en xinès: 朦胧诗人; en pinyin: Ménglóng Shīrén): Bei Dao, Gu Cheng, Duo Duo i Yang Lian. Es caracteritzen per la seva expressió deliberadament obscura; tenen un estil que reflecteix el realisme subjectiu en lloc del promogut durant la Revolució Cultural. Alhora, veiem un especial interès per la literatura estrangera. Es traduïen novel·les recentment publicades, sovint sense considerar gaire si aquelles obres despertarien l'interès del lector xinès. A més a més, les revistes literàries especialitzades en traduccions de narracions estrangeres esdevingueren molt populars, especialment entre els joves.
Alguns líders del govern, cercles literaris i artístics temien que el canvi fos massa sobtat. La primera reacció es produí el 1980 amb crides a lluitar contra el "liberalisme burgès", una campanya que es repetiria just un any més tard, el 1981. Aquests dos períodes resultaren força difícils i els seguí un nou moviment, la Campanya contra la contaminació espiritual (en xinès: 清除精神污染, en pinyin: qīngchú jīngshén wūrǎn) que tingué lloc cap a finals del 1983.
Alhora, els escriptors van poder gaudir d'una major llibertat perquè escribien en estils poc convencionals i això els permetia tocar temes que podrien ser delicats. Durant la segona meitat dels 1980, florí un esperit d'experimentació literària. Escriptors de ficció com ara Wang Meng (王蒙), Zhang Xinxin (張辛欣), periodista i realitzadora de televisió i cinema, que s'ha inclòs dins el denominat "corrent modernista", Zong Pu (宗璞), i també dramaturgs com Gao Xingjian (高行健) van experimentar amb el llenguatge i els modes narratius.

#### Premi Mao Dun de Literatura
El 1982 es va crear el Premi Mao Dun de Literatura com a guardó per autors de ficció en llengua xinesa. Des de l'inici fins a 2019 el premi s´ha entregat a 48 obres, hi ha representat un punt d'inflexió i notorietat de molts autors. Entre els més coneguts cal destacar entre altres a Mo Yan (Premi Nobel de Literatura), Chen Zhongshi, Ge Fei o Jia Pingwa.
Encara un altre grup d'escriptors col·lectivament constitueixen el moviment de les arrels. La literatura d'arrels (en xinès: 尋根; en pinyin: Xúngēn) busca reconnectar la literatura i la cultura amb les tradicions xineses, que l'últim segle amb la modernització i iconoclàstia cultural i política els havia disgregat. Les principals veus de la literatura d'arrels són: Han Shaogong (韓少功), Mo Yan, Ah Cheng (阿城) i Jia Pinºgwa (賈平凹). Altres escriptors com ara Bi Feiyu, Yu Hua (余華), Ge Fei (格 非), Su Tong (蘇童) experimenten amb un mode d'escriptura més avantguardista (先鋒), més atrevit i que es pren més llicències pel que fa tant la forma com llenguatge, mostrant una pèrdua completa de fe en qualssevol tipus d'ideals.

### Post-Tian'anmen (1989 - endavant)
Arran de les protestes de la plaça de Tian'anmen del 1989 i la intensificació de les reformes de mercat, la literatura i la cultura es van tornar cada cop més comercials i escapistes. Wang Shuo (王朔), l'anomenat escriptor "hooligan" (痞子), és la manifestació més evident d'aquest canvi comercial, tot i que no hem de menystenir la seva ficció. Atres escriptors, com Yan Lianke (閻連科), segueixen fent servir la literatura com una eina de denúncia dels problemes socials. La seva novel·la Somnis de la vil·la de Ding (en xinès: 丁莊夢; en pinyin: Dīng zhuāng mèng) ens exposa la situació de les víctimes del VIH-SIDA. Tal com vam veure amb el moviment del quatre de maig, les dones escriptores van prendre una gran rellevància. Moltes d'elles, com Chen Ran (陳 然), Wei Hui (衛慧), Wang Anyi (王安憶) i Hong Ying (虹影), exploren la subjectivitat femenina en una societat que canvia radicalment. El neorealisme és una altra corrent important en la ficció post-Tian'anmen, i és referents les obres d'una generació d'autors nascuts durant els anys cinquanta com Liu Xinglong (Premi Mao Dun de Literatura de l'any 2011) Fan Xiaoqing i Chi Li, Liu Heng (劉恆), Fang Fang (方方), He Dun (何頓) i Zhu Wen (朱文), representants de l'aparició d'un corrent neorealista.
Segons Martin Woesler, les tendències de la literatura xinesa contemporània inclouen: la literatura de culte amb Guo Jingming (郭敬明), la literatura vagabunda amb Xu Zechen (徐则臣) i Liu Zhenyun (刘震云), la literatura underground de Mian Mian (棉棉) i la literatura nostàlgica, que alhora la podem dividir en aquelles obres de tipus historicista, de la mà de Yu Dan (于丹) i les obres tibetanes amb com a representant A Lai.
Un grups d'escriptors i escriptores d'aquest període s'ha definit com la" Generació Post 80" amb autores com l'escriptora i editora Annie Baobei i Zhang Yueran amb molta notorietat entre els lectors joves, o Hao Jingfang escriptora i científica autora de llibres de ciencia-ficció, i l'escriptor Jin Yucheng, que pel fet d'escriure sobre dones se'l compara amb Eilieen Chang i Wang Any. També s'inclou en aquest grup a Zhang Wei (classificat entre els deu millors dels anys 90) Liu Yumin, i Liu Zhenyun (autor de "best sellers" amb moltes adaptacions al cinema i a la televisió).
La literatura en llengua xinesa també gaudeix d'una gran rellevància a la diàspora: al Sud-est asiàtic, els Estats Units i Europa. La Xina és la primer potència a nivell mundial pel que fa publicació de llibres, revistes i diaris. Tenint en compte només les edició de llibres, es van publicaren uns 128.800 nous títols de llibres el 2005, segons les dades publicades per l'Administració general de premsa i publicació. En l'actualitat existeixen més de 600 revistes literàries a tot el país.